# Klipptoko
För Tockus bradfieldi, se ravintoko
Klipptoko (Lophoceros hemprichii) är en fågel i familjen näshornsfåglar inom ordningen härfåglar och näshornsfåglar.

## Utbredning och systematik
Fågeln förekommer i klippiga törelområden från Etiopien till nordvästra Kenya och Uganda. Den behandlas som monotypisk, det vill säga att den inte delas in i några underarter.

## Status och hot
Arten har ett stort utbredningsområde, men tros minska i antal, dock inte tillräckligt kraftigt för att den ska betraktas som hotad. Internationella naturvårdsunionen IUCN listar arten som livskraftig (LC).

## Namn
Fågelns vetenskapliga artnamn hedrar Friedrich Wilhelm Hemprich (1796-1825), tysk naturforskare och upptäcktsresande verksam i Egypten och Mellanöstern 1820-1825.